# Vladimir Chamanov
Vladimir Anatolievitch Chamanov (russe : Владимир Анатольевич Шаманов), né le 15 février 1957 à Barnaoul en république socialiste fédérative soviétique de Russie, est un ancien homme politique russe et un colonel général à la retraite des forces armées russes qui fut commandant en chef des troupes aéroportées russes de mai 2009 à octobre 2016. Après sa retraite en octobre 2016, Chamanov devient chef du comité de défense de la Douma d'État.